# Atelier Stoess

Gründer Wilhelm Stoess

Die Stoess GmbH ist ein deutsches Juweliergeschäft mit Schmuckmanufaktur in Familienbesitz mit Sitz in Wiesbaden, Hessen. Bekannt ist das Unternehmen unter dem Namen Atelier Stoess.

## Geschichte
1886 gründete Wilhelm Stoess in Berlin die Manufaktur. Als ausgebildeter Goldschmied, der 10 Jahre in Paris gelernt hatte, baute er sich an der Friedrichstraße nahe Unter den Linden sein Gewerbe auf. Er entwarf und fertigte die Schmuckstücke von eigener Hand. Zu seinen Kunden zählte auch der russische Zar Nikolaus II. Zudem reiste er mit seiner Kollektion zu europäischen Casinos und Spielbanken, um vor Ort gewinnenden Spielern seine Pretiosen anzubieten.
1928 übernahm sein Sohn Walter Stoess das Geschäft. Im Zweiten Weltkrieg wurde das Unternehmen aber geschlossen, da Walter Stoess sich weigerte der Nationalsozialistischen Partei beizutreten. Die Familie floh mit wenigen Habseligkeiten gen Süden. In Wiesbaden eröffnete Walter Stoess das Geschäft in der Wilhelmstraße 34, dem ehemaligen Hotel „Bristol“, erneut. Kaufkräftige Kunden waren fast ausschließlich US-amerikanische Soldaten. Sie erwarben hauptsächlich Verlobungs- und Trauringe.
1962 übernahm Wolfgang Stoess in dritter Generation das Geschäft. Er pflegte weltweite Handelsbeziehungen und baute diese aus. Sein Sohn Wolfgang A. Stoess übernahm 2002 das Unternehmen. Nach dem Abitur besuchte er die Hanauer Zeichenakademie und absolvierte, wie auch seine Vorväter, eine Goldschmiedelehre. Danach studierte er an der Wiesbadener Fachhochschule Betriebswirtschaftslehre mit Schwerpunkt Marketing. Zudem erwarb er in New York City am Gemological Institute of America (GIA) das Diplom Jewelry Design. Trotz der Finanzkrise ab 2007 blieb das Geschäft stabil. Besonders Goldschmuck mit hochwertigen Edelsteinen wie Diamanten war bei den Kunden weiterhin gefragt. Zu 2015 wurde die ursprüngliche Wilhelm Stoess OHG in die Stoess GmbH umfirmiert.

## Produkte
Die Stoess GmbH fertigt Unikatschmuck. Designer entwerfen nach Kundenwünschen neue Schmuckstücke. Goldschmiede fertigen diese anhand der Zeichnungen per Hand klassisch mit Feile, Säge, Bohrer und Hammer. Auf Wunsch werden auch alte Schmuckstücke zu neuen Kreationen geformt, indem die Edelsteine herausgenommen und das Gold neu eingeschmolzen wird.
Zusätzlich hat die Manufaktur eine Reihe von eigenen Kollektionen. Diese enthalten für Damen sowohl Ringe und Colliers, als auch Armbänder und Ohrringe. Für Herren fertigt Atelier Stoess Manschettenknöpfe.
Die Manufaktur fertigt ausschließlich mit 18-Karat-Gold oder 950er Platin. Die Diamanten bezieht das Unternehmen von zertifizierten Händlern, dessen Diamanten unter anderem vom Gemological Institute of America (GIA) geprüft werden. Kunden erhalten zu ihren Schmuckstücken ein Zertifikat, welches den Wert belegt.
Zusätzlich verkauft die Stoess GmbH Markenschmuck von Pomellato, Wellendorff, Chopard und DoDo. Neben dem Schmuck sind auch Uhren käuflich zu erwerben. Die Stoess GmbH ist offizieller Fachhändler der Schweizer Marken Rolex, Breguet, Jaeger-LeCoultre und Chopard. Vom deutschen Hersteller Nomos Glashütte und der französischen Marke Cartier bezieht das Unternehmen ebenfalls Uhren.

## Sonstiges
Seit 2012 unterstützt die Stoess GmbH das Kinderhospiz Bärenherz in Wiesbaden. Bei Kauf eines der Schmuckstücke der Kollektion Bärenherz geht ein Teil des Kaufpreises an das Hospiz. Das Erkennungsmerkmal der Kollektion ist ein kleines Bärchen mit eingraviertem Herz in jedem Schmuckstück.